# Santa Maria Immacolata all'Esquilino
Santa Maria Immacolata all'Esquilino, även benämnd Santissima Immacolata Concezione, är en kyrkobyggnad och titeldiakonia i Rom, helgad åt Jungfru Maria och särskilt åt hennes Obefläckade Avlelse. Kyrkan är belägen i Rione Esquilino och tillhör församlingen Santi Marcellino e Pietro al Laterano.
Kyrkan uppfördes i nygotisk stil åren 1896–1914 efter ritningar av arkitekten Antonio Cursi för Barmhärtighetens bröder, en kongregation grundad år 1859 av den helige Ludovico av Casoria.
Kapellet till vänster om högaltaret har fresker med scener ur den helige Franciskus av Assisis liv.

## Titeldiakonia
Santa Maria Immacolata all'Esquilino stiftades som titeldiakonia av påve Franciskus år 2018.
Kardinaldiakoner
- Konrad Krajewski: 2018–